# سیارک ۹۱۶۵
سیارک ۹۱۶۵ (به انگلیسی: 9165 Raup، نامگذاری:1987SJ3) نه هزار و صد و شصت و پنجمین سیارک کشف شده‌است که در ۲۷ سپتامبر ۱۹۸۷ کشف شد.
قدر مطلق سیارک برابر ۱۳٫۹۰ است.